# 아케이드 파이어
아케이드 파이어(Arcade Fire)는 캐나다 퀘벡주 몬트리올 출신 인디 록 밴드이다. 2003년 데뷔 이래 2008년에 이르기까지 부부인 윈 버틀러와 레진 샤사뉴를 주축으로 활동하고 있다.
밴드는 윈 버틀러가 미국 뉴햄프셔주 엑세터에 있는 필립스 엑세터 학교(Philips Exeter Academy)에 재학 중이던 시절 결성되었다. 그 이래로, 멤버 구성은 밴드가 데뷔 음반 《Funeral》을 준비하던 2003년과 2004년 두 해에 걸쳐 변동을 겪고 난 뒤 현재(2008년 9월 기준)의 모습을 하게 되었다.
아케이드 파이어는 라이브에서 다양한 악기 연주를 선보인다. 밴드는 보통 록 밴드의 기타-드럼-베이스 기타 식의 악기 구성을 넘어서, 피아노나 바이올린 같은 악기들도 사용한다.
아케이드 파이어(Arcade Fire)의 밴드명에 관해서는 분명한 언급이 있었다. 뉴 햄프셔 주 엑세터에서 학교를 다녔던 리드 보컬리스트 윈 버틀러는 밴드의 이름이 엑세터의 한 오락실(Exeter Arcade)에서 난 화재를 의미한다고 말한 바 있다. 하지만 그는 그 화재에 대해서 그것이 실제 사건이었는지에 대해서는 잘 모른다고 덧붙였다.
아케이드 파이어는 다수의 수상 경력이 있다. 2008년 메테오 음악 상(Meteor Music Awards)과 2008년 최고의 국제적 음반 상(Best International Album award)을 받았으며, 2008년 주노 상(Juno Awards)을 더불어 두 번째 정규 음반인 《Neon Bible》으로 2008년 올해의 얼터너티브 음반 상(Alternative Album of the Year award)을 받았다. 또한 첫 번째 정규 음반인 《Funeral》으로 2006년 그래미 상 얼터너티브 음반 부문에 후보로 오르기도 했으며, 2008년에는 두 번째 정규 음반인 《Neon Bible》로 동일한 상의 동일 부문에 후보로 올랐다. 2010년, 세 번째 정규 음반인 《The Suburbs》앨범으로 53회 그래미 상 올해의 음반상을 수상했다.

## 역사

### 결성 및 데뷔 초 시기 (1995–2004)
밴드는 윈 버틀러가 필립스 엑세터 학교(Phillips Exeter Academy) 에 재학 중이던 시기에 결성되었다. 초기 멤버는 윈 버틀러, 조쉬 듀, 그리고 팀 카일이었다. (팀 카일은 현재 와일드 라잇(Wild Light)에서 활동하고 있다)
밴드가 현재의 멤버 구성을 갖추게 된 것은 2003년 중반이었다. 같은 밴드의 멤버이자 부부인 윈 버틀러와 레진 샤사뉴를 중심으로 2003년 중반부터 멤버가 모이기 시작해, 2003년 후반과 2004년 초 사이에 멤버 구성이 확정되었다. 그들의 첫 정규 음반인 《Funeral》의 녹음 작업이 끝나갈 무렵이었다.
2003년 이전의 소규모 공연들에서는 밴드명을 제목으로 한 EP 음반(팬들 사이에서는 Us Kids Know EP로 불린다)을 자체적으로 제작하고 판매했다. 후에 밴드가 유명세를 타자, 이 EP 음반은 재록되어 공식적으로 판매되었다.
아케이드 파이어는 데뷔 초부터 락 밴드의 보편적인 기타-드럼-베이스 기타 악기 구성에 살을 붙여, 피아노, 바이올린, 비올라, 첼로, 더블 베이스, 실로폰, 키보드, 프렌치 호른, 아코디언, 허디 거디, 하프 및 만돌린 등의 다양한 악기들을 연주해 왔다. 지금도 멤버들을 이 많은 악기들을 일일이 챙겨 가면서 공연 투어를 다닌다. 또한 공연 도중에 멤버들끼리 악기를 바꿔가며 연주하기도 한다.
2004년 한 해 동안 여러 라이브 공연에서 많은 가능성을 보여준 아케이드 파이어는 같은 해 인디 레이블인 머지 레코드 사(Merge Records)와 계약을 맺었다.
밴드명 "Arcade Fire"가 의미하는 바에 대해서는 여러 가지 설이 있었으나, 윈 버틀러는 그것이 "오락실(arcade)에 난 화재(fire)"를 뜻한다는 소문에 대해 이렇게 응답했다: "It's not a rumour, it's based on a story that someone told me. It's not an actual event, but one that I took to be real. I would say that it's probably something that the kid made up, but at the time I believed him." (해석: "소문은 아니에요. 직접 들은 얘기를 바탕으로 한 거죠. 사실여부는 모르겠지만 저는 진짜라고 믿었어요. 아무래도 지어낸 얘기 같긴 한데, 어쨌든 그 얘기를 들었을 때는 그렇게 믿었다니까요." - 역자: typicalist)
문제의 오락실은 미국 뉴 햄프셔 주 엑세터에 있는 엑세터 오락실이었다. 아케이드 파이어의 멤버인 윈 버틀러와 윌 버틀러 형제는 엑세터에 위치한 필립스 엑세터 예비학교(Phillips Exeter Academy preparatory school)에 다녔다고 한다.)

### Funeral시기 (2004–2010)
밴드의 데뷔 음반인 Funeral은 2004년 9월과 2005년 2월에 각각 캐나다와 영국에서 발매되었다. 음반의 제목은 음반 작업 기간 동안 친척들의 죽음을 겪은 몇몇 밴드 멤버들의 슬픈 경험과 연관이 있다. 친척들을 영영 떠나 보내야 하는 상황에서, 멤버들은 "Une année sans lumière", "In the Backseat", and "Haïti"처럼 어둡고 우울한 분위기를 내는 곡들을 만들었다. 참고로, 멤버 레진 샤사뉴는 본래 아이티 태생인데, 그녀가 작곡한 "Haïti" ("아이티")는 독재와 부패한 정치로 인해 어려움을 겪은 고향 아이티에 바치는 노래(elegy)다.
데이빗 보위(David Bowie)는 아케이드 파이어의 투어 도중 그들의 음악을 듣고 나서 여러 음반사들에 밴드를 소개시켜주었다. 하지만 메이저 음반사의 도움 없이도 Funeral은 인터넷을 통해 유명세를 탔으며, 그 열풍은 계속 이어져 음반 리뷰 전문 사이트 피치포크미디어(Pitchforkmedia)는 Funeral에 10점 만점에 9.7의 점수를 매기기도 했다. 음반은 많은 판매고를 기록했고, 마침내 빌보드 200에 올랐다. Merge Records 음반사에서는 첫 번째로 해당 차트에 오른 음반이었다.

### The Suburbs시기 (2010-현재)
2010년 8월 2일 밴드는 세 번째 스튜디오 앨범인 《The Suburbs》를 발표하였다. BBC의 평론가인 마이크 다이버는 이 앨범이 라디오헤드의 3집인 《OK Computer》보다 뛰어난 앨범이라고 평론하였다. 또한 밴드는 2010년 8월 28일에 레딩 락 페스티벌 2일차 메인 스테이지에서 헤드라이너로써 공연한다.

## 멤버
- 윈 버틀러(Win Butler)
- 레진 샤사뉴(Régine Chassagne)
- 리처드 리드 패리(Richard Reed Parry)
- 윌리엄 버틀러(William Butler)
- 팀 킹스배리(Tim Kingsbury)
- 새라 뉴펠드(Sarah Neufeld)
- 제러미 가라(Jeremy Gara)
- 매리카 쇼(Marika Shaw|Marika Anthony Shaw)
- 콜린 스텟슨(Colin Stetson)
- 켈리 프랫(Kelly Pratt)

### 이전 멤버
- 하워드 빌러먼(Howard Bilerman)
- 조쉬 듀(Josh Deu)
- 브렌던 리드(Brendan Reed)
- 마일스 브로스코(Myles Broscoe)
- 데인 밀스(Dane Mills)
- 팀 카일(Tim Kyle)
- 오웬 팔렛(Owen Pallett)

## 음반 목록

### 정규 음반
| 발매 일자        | 음반명             | 음반사      | 순위   | 순위 | 순위 | 순위 |
| 발매 일자        | 음반명             | 음반사      | 캐나다 | 미국 | 영국 | 호주 |
| ---------------- | ------------------ | ----------- | ------ | ---- | ---- | ---- |
| 2004년 9월 14일  | 《Funeral》        | 머지 레코드 | 23     | 131  | 33   | 80   |
| 2007년 3월 6일   | 《Neon Bible》     | 머지 레코드 | 1      | 2    | 2    | 7    |
| 2010년 8월 2일   | 《The Suburbs》    | 머지 레코드 | 1      | 1    | 1    | 6    |
| 2013년 10월 28일 | 《Reflektor》      | 머지 레코드 |        |      |      |      |
| 2017년           | 《Everything Now》 |             |        |      |      |      |
| 2022년           | 《We》             |             |        |      |      |      |
| 2025년           | 《Pink Elephant》  |             |        |      |      |      |